# Sesto Turpilio
Sesto Turpilio (in latino Sextus Turpilius; ... – Sinuessa, 104 a.C.) è stato un commediografo romano.

## Biografia
Si sono conservati i titoli di 13 palliate opera di Turpilio, per lo più derivate da Menandro, oltre a circa 200 versi; della Leucadia è ricostruibile la trama.
Le sue commedie erano ancora rappresentate con successo all'epoca di Cicerone, e l'erudito romano del I secolo a.C. Volcacio Sedigito lo poneva al settimo posto del suo canone dei più insigni scrittori di palliate.